# اترنیتی (کمیک)
اِترنیتی (به انگلیسی: Eternity) یک نهاد کیهانی و شخصیت خیالی در کتاب‌های کامیک آمریکایی منتشر شده توسط مارول کامیکس است. این شخصیت توسط نویسنده استن لی و طراح استیو دیتکو خلق شده‌است؛ که برای اولین بار در شمارهٔ ۱۳۸ از مجموعه قصه‌های عجیب (نوامبر ۱۹۶۵) حضور پیدا کرد. اترنیتی یک نهاد انتزاعی و تقریباً قادری مطلق به نمایندگی از زمان و واقعیت در جهان هستی است. او مخلوقی نامیرا به‌شمار می‌رود که حتی پیش از پدید آمدن جهان حضور داشته است. او به عنوان یک نهاد کیهانی بسیار قدرتمند، دارای هیچ شکل فیزیکی نمی‌باشد، اما به طور همزمان در تمامی مکان‌ها حضور دارد.
این شخصیت در دنیای سینمایی مارول و فیلم ثور: عشق و آذرخش (۲۰۲۲) حضور دارد.

## زندگینامه ساختگی شخصیت

### خاستگاه
اترنیتی برادر دوقلوی اینفینیتی است که با پیوستن در کنار یکدیگر، فضا-زمان و نیروهای زندگی در جهان هستی را بیان می‌کنند. او در کنار همتایان خود (خواهر و برادر) دث و آبلیویئن، مسئولیت حفظ تعادل بین زندگی و مرگ، سکون و آنتروپی را بر عهده دارند. او به عنوان بخش کوچکی از پانتئون کیهانی محسوب می‌شود که نمایانگر سه نیروی اصلی در جهان شامل عدالت (گالاکتوس)، لزومات (اترنیتی و اینفینیتی) و انتقام (دث و آبلیویئن) است. همچنین اگر گالاکتوس از بین رود یا اصلاً وجود نداشت، شخصیت مقابل اترنیتی، آبراخاس به وجود خواهد آمد. جایی که اینفینیتی بیانگر تمامی فضا در جهان است، اترنیتی نشان دهنده زمان است، اگرچه گاهی اوقات قادر است در نقش اینفینیتی نیز ظاهر شود.
دکتر استرنج اولین انسانی بود که با اترنیتی برخورد نمود. زمانی که استادش انشنت وان، توسط شاگرد سابق خود بارون موردو مورد حمله قرار گرفت. پس از مجموعه‌ای از مبارزات میان موردو و پیروانش، و همچنین روشن شدن این موضوع که دورمامو به طور مخفیانه از موردو پشتیبانی می‌کند و قصد ظاهر شدن در بعد کره زمین را دارد، استرنج اترنیتی را پیدا کرده و با او به صحبت می‌پردازد.